# Touching the Void
Touching the Void är en brittisk dokumentärfilm från 2003 i regi av Kevin Macdonald.
Filmen baseras på Joe Simpsons bok Snudda vid avgrunden. 

## Utmärkelser
Filmen vann Alexander Korda Award for Best British Film 2004.

## Medverkande
- Joe Simpson
- Brendan Mackey
- Nicholas Aaron
- Ollie Ryall